# Wincenty Pallotti
Wincenty Pallotti SAC, wł. Vincenzo Pallotti (ur. 21 kwietnia 1795 w Rzymie, zm. 22 stycznia 1850 tamże) – włoski ksiądz katolicki, założyciel Zjednoczenia Apostolstwa Katolickiego, którego integralną częścią są pallotyni (SAC) i pallotynki, tercjarz franciszkański (OFS), święty Kościoła katolickiego, apostoł Rzymu.

## Życie
Wincenty Pallotti żył w pierwszej połowie XIX w. w Rzymie, w ostatnich dziesięcioleciach istnienia Państwa Kościelnego. W ciągu pięćdziesięciu pięciu lat życia Pallottiego, na tamtym terenie, miały miejsce 4 rewolucje, a także okupacja napoleońska.
Był to też czas wielkich zmian w Kościele katolickim: rozwoju misji zagranicznych, duszpasterstwa i katechezy, powstania nowych zakonów, a także budzenia się samoświadomości ludzi świeckich w Kościele. Do tego ostatniego czynnie przyczynił się właśnie Wincenty Pallotti.

### Dzieciństwo i młodość
Wincenty Pallotti urodził się w Rzymie 21 kwietnia 1795, jako trzecie z dziesięciorga dzieci Magdaleny z domu Rossi i Piotra Pallottich. Sakrament chrztu przyjął następnego dnia w kościele pod wezwaniem św. Wawrzyńca in Damaso, otrzymując wówczas imiona: Wincenty Alojzy Franciszek. Rodzice przyszłego księdza byli ludźmi wyjątkowo pobożnymi; niektóre źródła podają, że ojciec pomimo licznych zajęć (z zawodu był dobrze prosperującym kupcem posiadającym sklep z trzema filiami) uczestniczył we mszy świętej kilka razy dziennie, tej samej doby znajdując czas również na rodzinne odmawianie cząstki różańca oraz adorację Najświętszego Sakramentu. Po latach Wincenty wspominał: „Bóg dał mi świętych rodziców”.
Edukację rozpoczął w okręgowej szkole podstawowej. Następnie uczęszczał do szkoły pijarskiej. Był pracowity i uczył się bardzo dobrze (został nawet uznany za jednego z najzdolniejszych uczniów w szkole). Początkowo miał kłopoty z łaciną. Ratunku postanowił szukać w niebie. Anegdota głosi, że widoczne postępy na tym polu zaczęły się od czasu, gdy odmówił nowennę do Ducha Świętego. W rezultacie Pallotti otrzymał pierwszą nagrodę za biegłość w łacińskiej mowie wiązanej, a trzecią nagrodę za osiągnięcia w łacińskiej prozie. 
Rodziców i wychowawców chłopca zdumiewała jego pobożność i chęć służenia bliźniemu. W szkole zdobywał różne wyróżnienia i nagrody, którymi jednak nigdy się nie chwalił, odnosząc je wyłącznie do zasług Boga. Zdarzało się nawet, że sprzedawał je po to, by rozdać zarobione pieniądze biednym. Pewnego razu, goszcząc ubogą rodzinę, odstąpił jej na noc własny pokój, sam zaś spał na podłodze. Inna historia mówi o tym, że któregoś dnia przyszedł do swojej ciotki we Frascati bez spodni i trzewików, wyjaśniając, że po drodze odstąpił je napotkanemu biednemu chłopcu.
Studia humanistyczne w Kolegium Rzymskim i na Uniwersytecie Sapienza w Rzymie ukończył dwoma doktoratami: z teologii i filozofii, co było w tych czasach rzadkością.

### Kapłaństwo
Wincenty Pallotti święcenia kapłańskie przyjął 16 maja 1818 roku w bazylice laterańskiej w Rzymie. Swoją mszę prymicyjną odprawił we Frascati.
Apostolska działalność Pallottiego, inspirowana słowami św. Pawła: „Być wszystkim dla wszystkich”, wychodziła naprzeciw „znaków czasu” pogłębiających dystans między ludźmi świeckimi a Kościołem. Duchowny podejmował więc różnorakie posługi jako:
- asystent prowadzący ćwiczenia z teologii na Sapienzy (1819-1829);
- duszpasterz stowarzyszeń młodzieży (gdzie poznał Rafała Melię);
- formator i kierownik duchowy alumnów różnych seminariów duchownych (gdzie poznał i zaprzyjaźnił się z Mastai Ferettim, przyszłym papieżem Piusem IX);
- rekolekcjonista;
- rektor kościoła Santo Spirito, potem San Salvatore in Onda;
- opiekun ubogich i chorych oraz organizator pomocy charytatywnych;
- kapelan więźniów i żołnierzy;
- aktywny i ceniony spowiednik;

Podczas epidemii cholery w 1837 zmarł przyjaciel Pallottiego ks. Kasper del Bufalo (późniejszy święty). Przy jego łożu śmierci przebywali dwaj kapłani: Jan Merlini i Pallotti, który wysłuchał jego ostatniej spowiedzi.

### Przełom roku 1835
Myśl powszechnego apostolstwa, czyli zaangażowania wszystkich członków Kościoła w ewangelizację towarzyszyła Wincentemu Pallottiemu od czasów kleryckich.
Od lat 30. XIX w. organizuje w swoim mieszkaniu spotkania ludzi o podobnym spojrzeniu na sprawę. Do najściślejszego grona należą zarówno duchowni (np. ks. R. Melia), jak i świeccy (Jakub Salvati, Tomasz Alcuschi).
Jak opisuje ks. E. Weron, w dniu 9 stycznia 1835 roku, po mszy św., Pallotti otrzymał szczególne natchnienie, które opisał w swoim Dzienniku duchowym. Od tej chwili czuł się zobowiązany do założenia dzieła apostolskiego w celu pozyskiwania dla Boga osób niewierzących lub inaczej wierzących, dla ożywiania wiary i miłości wśród katolików oraz do pełnienia czynów miłosierdzia.
Dzieło to Pallotti nazywał Apostolstwem Katolickim lub Stowarzyszeniem Apostolstwa Katolickiego.
11 lipca 1835 Stowarzyszenie otrzymało aprobatę papieża Grzegorza XVI. Od tej daty często liczy się historię księży i braci pallotynów, jednak w 1835 Stowarzyszenie Apostolstwa Katolickiego nie oznaczało jeszcze kongregacji księży i braci.

### Koniec życia

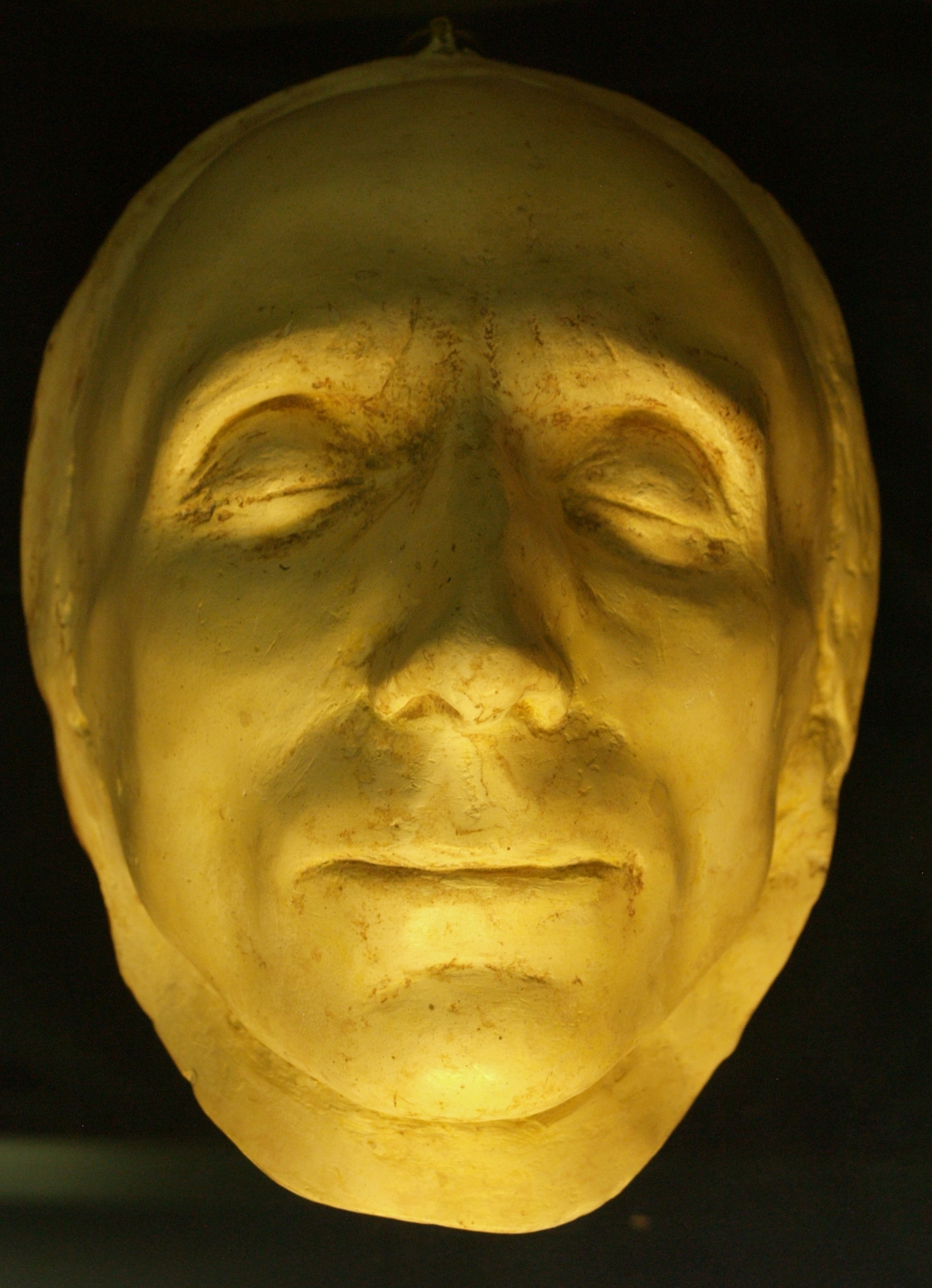
Maska pośmiertna św. Wincentego Pallottiego

Po uroczystościach Epifanii w kościele Sant'Andrea della Valle ks. Pallotti użyczył swego płaszcza biedakowi, na skutek czego Pallotti dostał ostrego zapalenia płuc.
Wincenty Pallotti zmarł 22 stycznia 1850 roku o godz 21.45. w gronie najbliższych towarzyszy w domu przy kościele San Salvatore in Onda. Został pochowany 25 stycznia w krypcie kościoła San Salvatore.

### Przyjaciele i znajomi
Wincenty Pallotti podczas swojego intensywnego życia poznał wielu ludzi, którzy przeszli do historii, a część z nich dawała świadectwo o swojej przyjaźni z Pallottim, jak Pius IX, Antonio Rosmini-Serbati, Kasper del Bufalo.

### Pallotti a sprawa polska

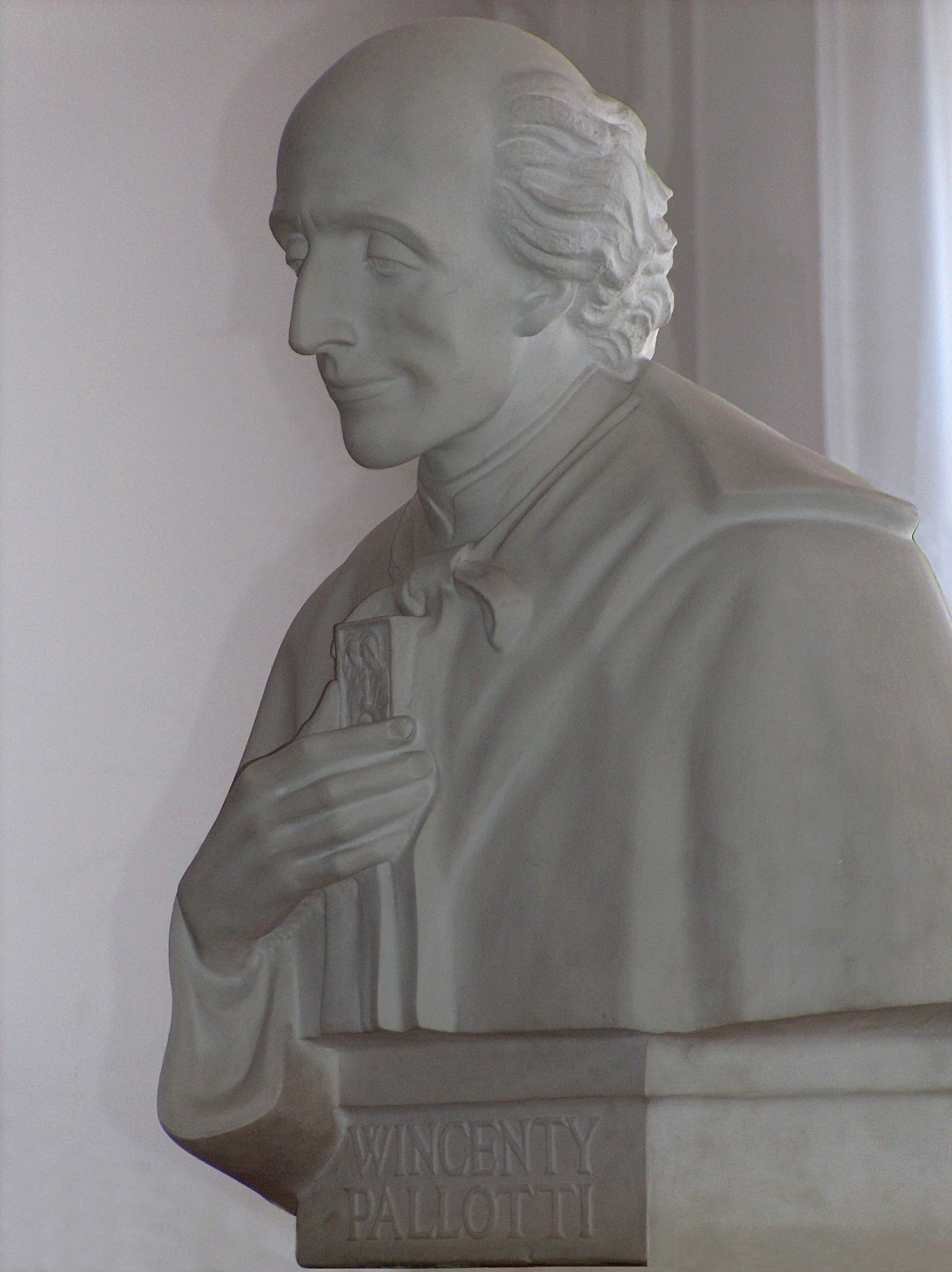
Popiersie św. Wincentego Pallottiego w Ołtarzewie

Istnieją wiarygodne świadectwa na to, że Wincenty Pallotti niejednokrotnie stykał się w Rzymie z Polakami.
Pallotti był kierownikiem duchowym ks. Wiktora Ożarowskiego (późniejszego rektora Wyższego Seminarium Duchownego w Łucku, a potem w Żytomierzu) do chwili święceń kapłańskich tego ostatniego w 1831.
Z pomocy Pallottiego korzystali też w 1837 pierwsi zmartwychwstańcy – ks. Hieronim Kajsiewicz i ks. Piotr Semenenko, o czym zaświadczył Kajsiewicz m.in. w listach do ks. W. Godlewskiego i Adama Mickiewicza.
Z ks. Wincentym Pallottim zetknęli się też bracia Józef i Bohdan Zalescy, uczestnicy powstania listopadowego, którzy przed wyjazdem do Ziemi Świętej w 1843 udali się do Rzymu. Pallotti odprawił im mszę św. i otrzymali od niego specjalne błogosławieństwo. Pallotti pomodlił się wtedy za będącą pod zaborami Polskę: Obsecro Te, Domina mea, Sancta Maria, Suscipe Poloniam in manus tuas. Amen – „Błagam Cię, moja Pani, święta Maryjo. Weź Polskę w swoje ręce. Amen”.

## Duchowość Pallottiego
Wincenty Pallotti mimo wielostronnej aktywności duszpasterskiej był również mistykiem. Pozostawił po sobie dość sporą liczbę tekstów o charakterze osobistych wyznań, modlitw, krótkich nauk duchowych oraz różnego rodzaju rozważań. W dużym uproszczeniu można powiedzieć, że jego przesłanie było szkołą ascezy. Sam Wincenty żarliwe praktyki ascetyczne prowadził już jako dziecko, będąc zaś tuż przed święceniami subdiakonatu 21 września 1816 zapisał w swoim „duchowym zeszycie” następujące postanowienie: „Chcę posiadać serce oderwane od rzeczy tego świata. Jako osoba duchowna winienem według tej normy postępować i tego samego nauczać innych”. Uwaga ta wydaje się kłaść grunt pod przyszłe pisma Pallottiego. Nie oznacza to jednak całkowitej wzgardy dla świata; w jego ujęciu piękne są również rzeczy ziemskie, należy z nich jednak korzystać wyłącznie w perspektywie własnej drogi do Boga i świętości.

Dał nam przeto światło osobliwe dlatego, że pragnie, byśmy dążyli do widzenia i oglądania na wieki niedostępnego światła, jakim jest sam Bóg. Ciemności nocy, które przynoszą nam spoczynek po trudach dziennych, dał nam także po to, by nas przysposobić do wiecznego odpocznienia w niebie. Dał nam zapachy kwiatów, byśmy się zwracali do wiecznej słodyczy Bożej w Bogu. Dał nam rozmaitość dźwięków i melodii, by nas zapalić miłością do wiecznych hymnów w chwale świętych. Dał nam nieprzeliczoną rozmaitość smaków w pokarmach i napojach, by nas przepoić miłością do wiecznych rozkoszy w Bogu.

„Duchowe notatki św. Wincentego urzekają różnorodnością. Obok postanowień (...) pojawiają się żarliwe pragnienia, zwierzenia przeplatane nagłymi wybuchami wdzięczności, szczęścia i uwielbienia, które przeradzają się w kontemplację...”. Nigdy nie stanowiły one jednak kazań czy konkretnych pouczeń. Ponieważ były z gruntu jedynie próbą opisania doświadczeń serca, zachwytu i żaru – sprawiają wrażenie niedoskonałych stylistycznie, głównie przez nagromadzenie tak abstrakcyjnych rzeczowników jak: „odwieczność”, „niezmierzoność” albo „nieograniczoność”. Włoski mistyk pragnął bowiem wyrazić oraz przekazać niewyrażalne, głęboko osobiste zetknięcia z Bogiem, dlatego treść jego pism duchowych jest chaotyczna i nieklarowna, rządząca się raczej intuicją niż logiką, nie znająca dystansu ani chłodno wyważonych proporcji. Inną ich cechą charakterystyczną jest poruszająca szczerość oraz przejęcie pełne „bojaźni i drżenia”; w treści choćby Boga Miłości Nieskończonej duchowny wielokrotnie wyraża swoją niewdzięczność w stosunku do Boga oraz wyznaje dawne grzechy wynikające z nieodpowiedniego korzystania z Jego daru stworzenia.
Rozwichrzenie formy pism duchowych Pallottiego, spontanicznych i żywiołowych w stylu, ukazuje nam również inne ich znaczenie, cele oraz dążenia. Jest nimi świadomy trud w odnajdywaniu Boga żywego. Pozbawione teologicznej wykładni, starają się przede wszystkim dać świadectwo autentycznej bliskości Stwórcy, doświadczanej głęboko osobiście, zwłaszcza w nauce modlitwy (włoski duchowny uważał, że „nauczyć się modlić, to coś najpotrzebniejsze i największe w życiu”) oraz Najświętszej Eucharystii. Częstą formą jest tu dialog, z jednej strony intymny, z drugiej – dynamiczny i żywiołowy. Dlatego też, pisma te stanowią o osobistej i ciągle żywej relacji z Jezusem Chrystusem, jako Kimś, kto jest zawsze blisko każdego człowieka. Pallotti pisał o tej bliskości, jasno uświadomiwszy sobie zwłaszcza „nieskończenie miłosierną Miłość”, która już od samego aktu stworzenia świata i człowieka stale się udziela. „Wszędzie widział pełnego miłości Boga; wszystko mówiło mu o Nim: spojrzenie na kwiat, na owoc, na chleb, na drugiego człowieka”. Pisma Pallottiego są zatem w pierwszej kolejności tekstami o Bogu jako miłości.
Duchowość Wincentego Pallottiego cechował przy tym patrocentryzm i infinityzm, a także maryjność. Jego nauki wielokrotnie podkreślają potrzebę złączenia swojej woli z wolą Boga („...unicestwić, przemienić, aby Bóg stał się we mnie wszystkim”), Miłości Nieskończonej, tak abyśmy już nie my umiłowali Go, lecz On sam umiłował siebie w nas.
Nie czucie, lecz Bóg!

 Nie serce moje, lecz Bóg!

## Dzieła
Liczne inicjatywy, które podejmował w ciągu swojego życia to między innymi: założenie Domu Miłosierdzia Pia Casa di Carità dla sierot, założenie i prowadzenie szkół wieczorowych dla młodzieży Rzymu i Albano, utworzenie Kolegium Misyjnego dla włoskich księży, zapoczątkowanie obchodów uroczystej Oktawy Święta Epifanii, zdobywanie liturgicznych naczyń, książek, dewocjonaliów, obrazów religijnych dla celów misyjnych, współtworzenie Rzymskiego Papieskiego Dzieła Rozkrzewiania Wiary, druk i propagowanie książek, pocztówek i tekstów modlitewnych, organizowanie Misji Ludowych, prowadzenie Czwartkowych Konferencji dla kleru, opieka duszpasterska nad kościołem Santo Spirito, a potem Najświętszego Zbawiciela na Falach, troska o włoskich emigrantów i założenie dla nich świątyni w Londynie, założenie Kongregacji św. Zyty.

### Zjednoczenie Apostolstwa Katolickiego
Najważniejszym dziełem św. Wincentego Pallottiego jest Zjednoczenie Apostolstwa Katolickiego, które do dzisiaj nie zostało do końca zrealizowane.

### Kongregacja księży i braci

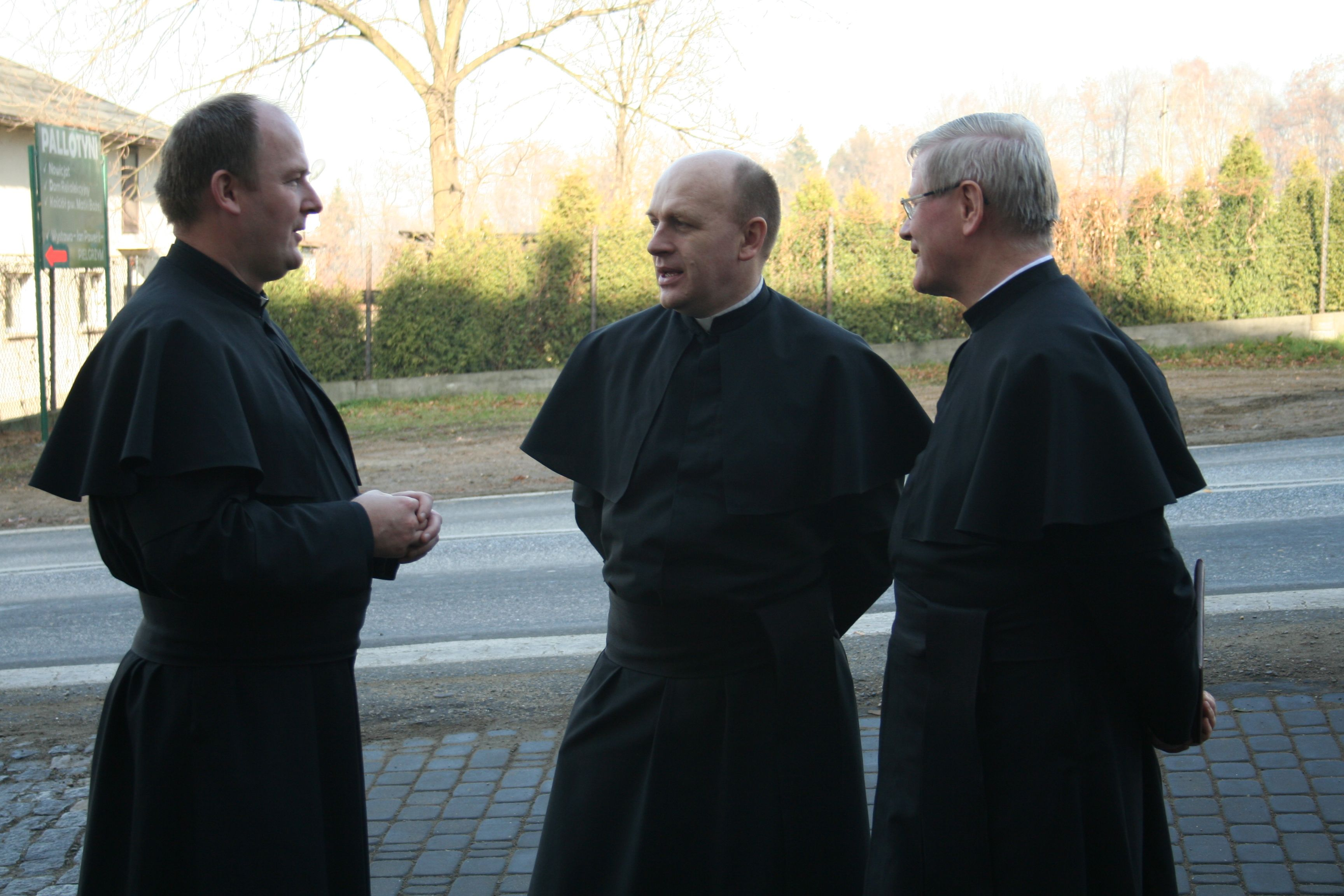
Księża pallotyni

Pallotti nie chciał zakładać nowego zakonu. Jednak od lat 30. XIX w. zaczęli się gromadzić wokół niego księża diecezjalni, którzy chcieli z Pallottim ściśle współpracować.
Rok 1846 uważa się za początek kongregacji księży i braci, zwanych później Stowarzyszeniem Apostolstwa Katolickiego, czyli pallotynami.

### Siostry Pallotynki
W roku 1828 Wincenty Pallotti otworzył ośrodek pomocy dla osieroconych dziewcząt „Pia Casa di Carita”, co umownie jest uważane za powstanie Sióstr Apostolstwa Katolickiego, czyli Sióstr Pallotynek (według innych źródeł początek zgromadzenia sióstr datuje się na rok 1843). Do Polski Pallotynki przybyły w 1934 roku.

## Kult i dziedzictwo

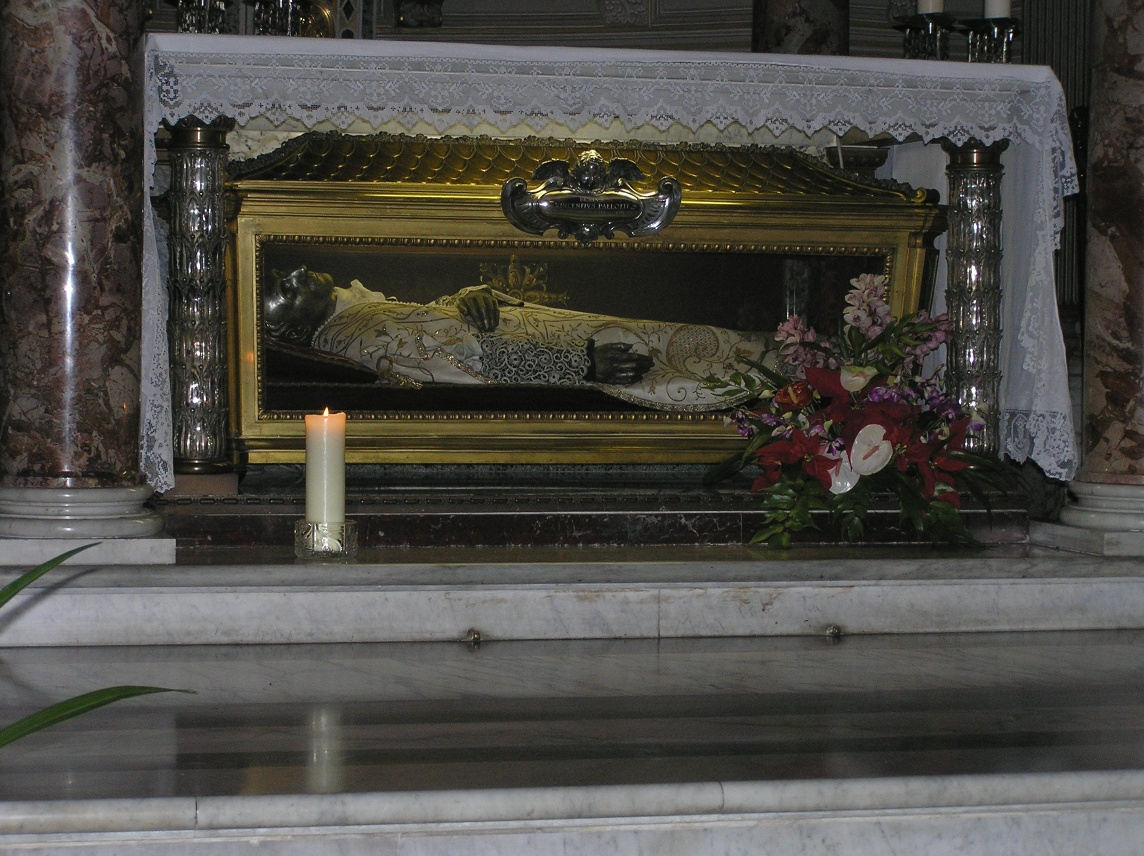
Sarkofag św. Wincentego Pallottiego w kościele San Salvatore in Onda

Już za swojego życia Wincenty Pallotti otrzymał tytuł „Apostoła Rzymu” i „drugiego św. Filipa Nereusza”. Nazywa się go również prekursorem Akcji Katolickiej, która swoje apogeum osiągnęła za pontyfikatu Piusa XI (1922-1939).
Jego wspomnienie liturgiczne obchodzone jest w dies natalis (22 stycznia).

### Kanonizacja
Proces beatyfikacyjny Wincentego Pallottiego trwał kilkadziesiąt lat. Pallotti został ogłoszony błogosławionym przez papieża Piusa XII 22 stycznia 1950, zaś ogłoszony świętym i równocześnie patronem Unii Misyjnej Kleru został przez papieża Jana XXIII 20 stycznia 1963.
Za cud potrzebny do kanonizacji Pallottiego uznano uzdrowienie generała pallotynów ks. Wojciecha Turowskiego 24 października 1950.
Ciało Pallottiego jest wystawione na widok publiczny w kościele pod wezwaniem Świętego Zbawiciela na Falach (San Salvatore in Onda) w Rzymie – wciąż w stanie nienaruszonym. Aktualnie na twarz Pallottiego nałożony jest odlew w postaci maski.

### Prekursor II soboru watykańskiego
Pallotti ze względu na ideę angażowania ludzi świeckich w życie Kościoła bywa nazywany prekursorem II soboru watykańskiego.
Papież Paweł VI powiedział o Pallottim: „Obecnie jest rzeczą pewną, że Pallotti był zwiastunem przyszłości. Prawie o sto lat uprzedził on odkrycie następującego faktu: W świecie laików, do tego czasu biernym, ospałym, lękliwym i niezdolnym do wypowiedzenia się, istnieje wielka energia służenia dobru”.

## Kontrowersje
Pallotti za życia był nazywany przez republikańskich przeciwników (np. ks. Gioacchino Venturę) „niebezpiecznym obskurantem”. Był też niesłusznie oskarżany o aktywny udział w konserwatywnych ugrupowaniach politycznych.
Od początku tworzenia dzieła Zjednoczenia Apostolstwa Katolickiego Pallotti spotykał się też z niezrozumieniem ze strony Kurii Rzymskiej.

## Publikacje
- Opere complete, vol. 1-13, red. F. Moccia, Roma 1964-1997. (dzieła wszystkie)

### Publikacje w języku polskim
- Bóg Miłość Nieskończona, Warszawa 1982.
- Listy. Lata 1816-1833, Ząbki 1997. ISBN 83-7031-094-X.
- Listy łacińskie. W przekładzie ks. Fr. Bogdana SAC, Ząbki 2001. ISBN 83-7031-213-6.
- Świętość w służbie apostolstwa. Wybór pism, Warszawa 1995.
- W drodze ze świętym Wincentym Pallottim, Ząbki 1999.
- Wybór pism. Tom I, Poznań-Warszawa 1978.
- Wybór pism. Tom II, Poznań-Warszawa 1984.
- Wybór pism. Tom III, Poznań-Warszawa 1987.
- Wybór pism. Tom IV. Pisma duchowe część 1, Ząbki 2001. ISBN 83-7031-238-1.
- Wyryłem Cię na dłoniach moich. Święty Wincenty Pallotti. Rozważania o Bożym Miłosierdziu, Ząbki 2006. ISBN 83-7031-207-1.